# Miopatia mitocondriale di Kearns-Sayre
La miopatia mitocondriale di Kearns-Sayre è una malattia mitocondriale; cioè segni e sintomi sono dovuti ad una ridotta funzionalità del mitocondrio. È indicata anche con l'acronimo KSS. Essendo una malattia genetica che si trasmette tramite il DNA mitocondriale, può essere ereditata solamente per via matrilineare (cioè soltanto la madre può trasmetterla ai figli; se abbiamo una coppia con padre malato e madre sana, i figli non avranno la KSS; come per tutte le malattie mitocondriali, non è detto che i figli sviluppino la KSS né che i figli abbiano la KSS con la stessa gravità), ma per lo più è sporadica.
L'incidenza è di circa 1/120 000
Porta a progressiva diminuzione delle forze e nei maggiori casi paralisi totale, a causa della perdita della piena funzionalità dei movimenti di occhi (caratteristica specifica è la ptosi palpebrale), muscoli e cuore, cosa che conduce gradualmente all'exitus letalis. È considerata una patologia di pertinenza oftalmologica,dato che i sintomi più precoci e più gravi riguardano i muscoli degli occhi. Anche il versante cardiologico è importante, dati i numerosi contraccolpi sul metabolismo del muscolo cardiaco.
Sembra che la somministrazione di CoQ10 possa all'inizio ritardare la comparsa dei sintomi più gravi, che comunque potranno condurre all'exitus.